# Kungliga Filharmonikernas Blåsarkvintett
Kungliga Filharmonikernas Blåsarkvintett bildades 1956 som Filharmonins blåsarkvintett av soloblåsare ur Stockholms Filharmoniska Orkester. Blåsarkvintetten är en av Sveriges främsta i sitt slag och stilbildande på området.
Initiativet till den ursprungliga kvintetten togs 1956 av dåvarande solohornisten Wilhelm Lanzky-Otto. Övriga medlemmar var flöjtisten Carl Achatz, oboisten Rolf Lännerholm, klarinettisten Thore Janson och fagottisten Bruno Lavér. Achatz efterträddes senare av Bengt Överström som i sin tur följdes av Eje Kaufeldt. Lännerholm efterträddes av Per-Olof Gillblad, Lanzky-Otto av Rolf Bengtsson och Lavér av Knut Sönstevold. Kvintetten gjorde många konserter i Sverige och utomlands, och György Ligeti skrev sina Tio stycken och Sex bagateller för ensemblen. Även blåskvintetter av Karl-Erik Welin, Hilding Rosenberg, Bo Nilsson med flera uruppfördes av kvintettens skickliga blåsare.
År 2001 återupptog en ny generation blåsare ensembleformen. För att utöka och variera repertoaren har ett samarbete med pianisten Bengt Forsberg inletts. Den nya kvintetten har på kort tid etablerat sig i det svenska musiklivet och räknas idag till Sveriges främsta kammarmusikgrupper. Ensemblen har framträtt vid hyllningskonserten till 2004 års Polarpristagare György Ligeti och vid en kammarkonsert i samband med Salonen-festivalen i Stockholms Konserthus. Där framfördes Esa-Pekka Salonens kvintett Memoria för första gången i Sverige samt Ligetis 10 stycken för blåsarkvintett. Vid 2006 års Henze-festival framförde kvintetten tonsättarens L'autunno och Quintett. På cd och online musiktjänster finns kvintettens inspelningar med musik av Anders Hillborg, Marie Samuelsson, Esa-Pekka Salonen, Francis Poulenc och Anton Reicha.

## Kvintetten 2014
- Andreas Alin, flöjt
- Jesper Harryson, oboe
- Hermann Stefánsson, klarinett
- Kristofer Öberg, valthorn
- Jens-Christoph Lemke, fagott